# Марьячи
Марьячи, мариачи  (исп. Mariachi) — один из самых распространённых жанров мексиканской народной музыки, являющийся неотъемлемой частью традиционной и современной мексиканской культуры и получивший известность во многих регионах Латинской Америки, Испании, а также в прилегающих регионах юго-запада США, где проживает значительное количество мексиканцев. Мариачи образовался на основе испанской народной музыки Андалусии с влиянием музыки других народов Средиземноморья и местных индейских исполнителей. Родиной мексиканского мариачи считается штат Халиско со столицей в городе Гвадалахара.

## Этимология
По одной из версий слово мариачи является искажением французского заимствования «mariage» (брак, свадьба), заимствованного в период, когда правил император Максимилиан в XIX веке, поскольку именно данная музыка сопровождала мексиканские свадебные церемонии. По другой версии слово имеет местное индейское происхождение. Его ввели индейцы племени кока ещё в XVI веке для обозначения деревянной платформы, на которой в древности исполнялось мариачи.

## Описание

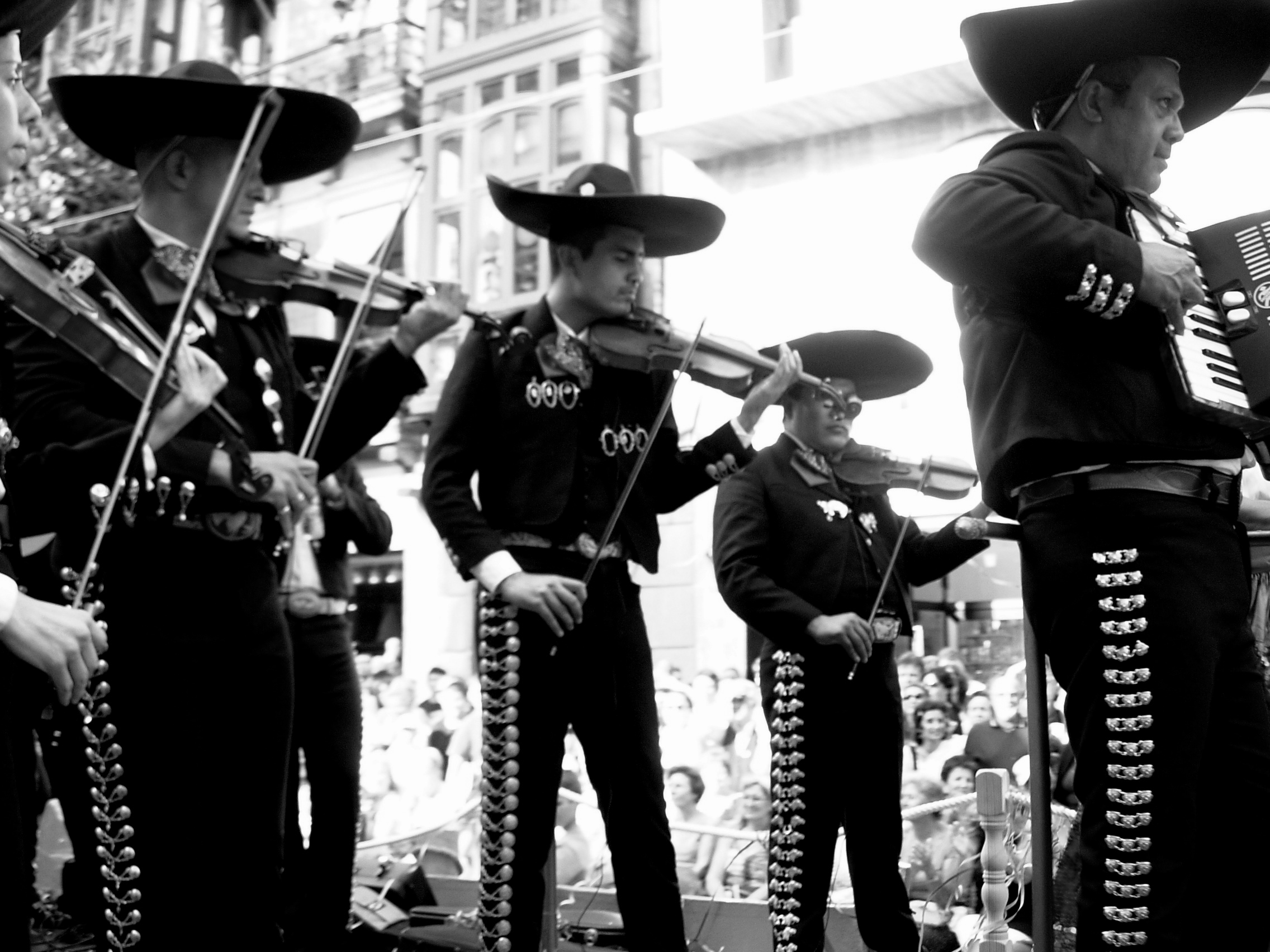
Ансамбль мариачи

Как правило, ансамбль мариачи включает в себя от 3 до 12 исполнителей, хотя формального ограничения на количество музыкантов не существует. Наиболее часто используемыми музыкальными инструментами являются гитара, гитаррон (большая гитара), виола, скрипка, труба, реже — арфа и флейта. Часто используется аккордеон, не являющийся, однако, народным мексиканским инструментом. Несмотря на распространённое мнение, мариачи не является отдельным направлением в музыке Мексики: мариачи исполняют песни самых разных стилей, таких, как халисьенсес (песни штата Халиско), корридос (песни на исторические темы), ранчерас (аналога североамериканской музыки кантри), уапангос (или уастекас, песен региона Уастека, включающего в себя штаты Веракрус, Идальго, Сан-Луис-Потоси, Тамаулипас, Керетаро и Пуэбла), болерос, а также мексиканские вальсы. Поэтому жанр предпочтительнее называть «традиционной мексиканской музыкой» или «местной мексиканской музыкой».
Первые мариачи наряжались, как крестьяне штата Наярит, в большое покрывало из хлопка и соломенное сомбреро. В начале XX века крестьянская одежда сменилась традиционными мексиканскими костюмами зажиточных землевладельцев (асьендадос), украшенными для пущей красоты вышивкой и орнаментом. В костюмах преобладали два цвета — чёрный и белый: в XIX веке в белых костюмах исполнялись песни для дам, в чёрных мариачи выступали на торжественных мероприятиях, таких, как свадьба или похороны. Впоследствии два цвета стали использоваться вне зависимости от события. Песни исполняются в тавернах перед многочисленными посетителями, которые часто подпевают или исполняют сами. Исполнители зачастую облачены в национальные костюмы ярких цветов, называемые чарро и носят шляпы-сомбреро. Во многих небольших городах по всей Мексике, особенно яркий тому пример городок Текила в штате Халиско, являющийся центром производства текилы, распространены крупные и мелкие уличные таверны, в которых принято сервировать текилу и исполнять мариачи, в том числе под караоке.

## Известные исполнители мариачи
- Фернандес, Висенте
- Кастро, Кристиан — сын известной в России и СНГ мексиканской актрисы Вероники Кастро